# Xã Schriever, Quận Gregory, Nam Dakota
Xã Schriever (tiếng Anh: Schriever Township) là một xã thuộc quận Gregory, tiểu bang Nam Dakota, Hoa Kỳ. Năm 2010, dân số của xã này là 42 người.